# Caproni Ca.90

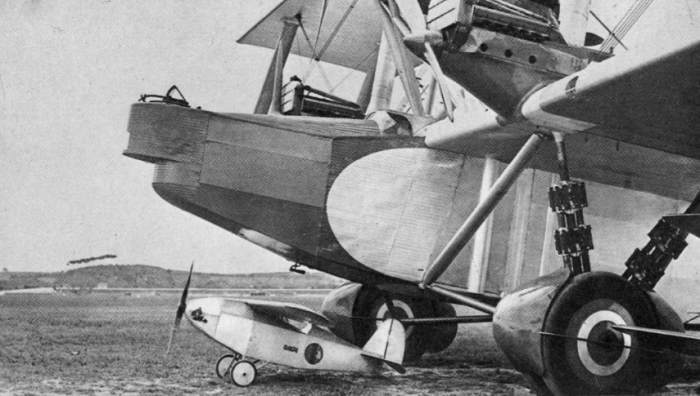
dettaglio della parte anteriore del Ca.90.

Il Caproni Ca.90 era un bombardiere pesante biplano esamotore realizzato dall'azienda italiana Aeronautica Caproni alla fine degli anni venti; pur aggiudicandosi alcuni primati mondiali relativi al trasporto di carichi in quota, fu costruito in un solo esemplare e rimase allo stadio di prototipo.

## Storia del progetto
La realizzazione del Ca.90 risale al 1929 ed il suo progetto portava la firma di Gianni Caproni e del direttore delle officine di Vizzola Ticino, l'ingegnere Dino Giuliani.
All'epoca della sua realizzazione il Ca.90 era il più grande aereo terrestre fino ad allora realizzato (solamente l'idrovolante Dornier Do X poteva vantare dimensioni maggiori), primato che detenne fino al 1934, superato solamente dalla costruzione del sovietico Tupolev ANT-20, e che ancora detiene per i velivoli in configurazione alare biplana.
Portato in volo il 13 ottobre del 1929, pur impiegato dalla Regia Aeronautica nell'ambito della 62ª Squadriglia "Sperimentale Bombardamento Pesante", non ebbe modo di esprimere appieno le proprie potenzialità: malgrado la conquista di alcuni primati mondiali non conobbe successo commerciale e fu costruito in un solo esemplare. In sostanza fu il Ministero dell'Aeronautica sotto la guida di Italo Balbo a bocciare il progetto, in quanto Balbo non fu sostenitore del bombardamento aereo in larga scala. In seguito Caproni tentò di commercializzare il Ca.90 negli Stati Uniti iniziando una joint venture con la Curtiss Aeroplane and Motor Company, ma anche questo progetto fallì a causa della grande depressione.
Dal progetto del Ca.90 risulta sviluppata una versione idrovolante, denominata Ca.91, in merito alla quale non viene tuttavia citato il numero di esemplari costruiti.

## Tecnica
La struttura del Ca.90 era realizzata interamente in tubi d'acciaio mentre il rivestimento era in tela, tranne che nella sezione di prua che era invece ricoperta in lamiera ondulata di duralluminio. La fusoliera, dalla sezione rettangolare, ospitava all'estremità di prua una postazione per un mitragliere al di sotto della quale vi era quella dell'osservatore bombardiere; immediatamente dietro queste postazioni era disposta una prima parte dei serbatoi di carburante ai quali faceva seguito la cabina di pilotaggio a doppi comandi con i due piloti disposti uno a fianco dell'altro. Altri serbatoi di carburante erano disposti alle spalle dei piloti, cui facevano seguito i vani per i lanciabombe ed altre tre postazioni per i mitraglieri (due dorsali ed una ventrale).
La configurazione dei piani alari era del tipo sesquiplana invertita, caratterizzata dalla sensibile maggior apertura dell'ala inferiore rispetto a quella superiore (quasi 12 metri). L'ala inferiore poggiava sulla parte superiore della fusoliera ed era collegata al piano alare superiore da due coppie di montanti integrati da cavetti metallici disposti in diagonale ed incrociati. Nella parte centrale del piano alare superiore era disposta una postazione a pozzetto, armata di mitragliatrici. L'impennaggio era di tipo monoplano e cruciforme.
Il carrello d'atterraggio era fisso, con elementi principali a doppia ruota, del tipo ad assale interrotto; sostenuto da due gambe dotate di ammortizzatori oleopneumatici e da due puntoni di collegamento con la parte inferiore della fusoliera, era integrato al posteriore da un elemento monoruota, orientabile, molleggiato elasticamente.
I motori erano sei Isotta Fraschini Asso 1000: si trattava di motori a W a 18 cilindri raffreddati a liquido, capaci ciascuno di erogare la potenza di 1 000 CV. Erano disposti a gruppi di due, in tandem, in configurazione traente-spingente: due gruppi poggiavano sulle semiali inferiori, in corrispondenza degli attacchi del carrello, mentre il terzo gruppo era sospeso tra i due piani alari, sostenuto da un'incastellatura in tubi d'acciaio. I motori anteriori azionavano un'elica bipala, quelli posteriori una di tipo quadripala.
Armato con sette mitragliatrici, il Ca.90 era predisposto per trasportare fino ad 8 000 kg di bombe, anche se il carico trasportabile poteva variare in funzione dell'autonomia di volo necessaria per il tipo di missione.

## Impiego operativo
Poco tempo dopo il proprio primo volo il grande esamotore della Caproni si conquistò un posto nelle pagine della storia aeronautica: il 22 febbraio del 1930, pilotato da Domenico Antonini, si aggiudicò i primati di durata e di salita in quota con un carico utile di 10 000 kg volando per 1 h e 31 min e raggiungendo la quota massima di 3 231 m (una seconda fonte, più recente, riporta la quota massima di 3 256 m).
L'impiego operativo del Ca.90 con la Regia Aeronautica fu limitato alla 62ª Squadriglia "Sperimentale Bombardamento Pesante" (definita anche "Squadriglia Bombardieri Giganti") con la quale l'arma aerea del Regno d'Italia, seguendo le teorie del bombardamento strategico sviluppate da Giulio Douhet, valutò la possibilità di impiegare operativamente grandi aerei plurimotori: tra questi, oltre ad altre due realizzazioni della Caproni (il Ca.79 ed il Ca.95) figurano il Breda CC.20 ed il Fiat B.R.G..

## Versioni
- Caproni Ca.91: alcune fonti dell'epoca[5][6] riportano indicazioni relative ad una versione idrovolante (a scafo centrale) e ne dettagliano, in modo concorde, le misure: lunghezza 31,30 metri, apertura alare 46,70 metri, superficie alare 500 m². In un caso[12] viene anche riportato un disegno dal quale risulterebbe un diverso posizionamento dei tre gruppi motopropulsori, disposti su incastellature metalliche poggianti sull'ala inferiore. Entrambi i testi, comunque, non forniscono indicazioni o dettagli circa la vita operativa del modello né sul numero di esemplari effettivamente realizzati.

## Utilizzatori
Italia
- Regia Aeronautica

### Pubblicazioni
- Gregory Alegi, I bombardieri sperimentali a Grande Autonomia, in Aeronautica, Nr.12, Roma, Associazione Arma Aeronautica (AAA), dicembre 2009 (Anno LIV), ISSN 0391-7630 (WC · ACNP).
- Amilcare Mantegazza, Caproni e l’industria aeronautica italiana 1910–1952, in Archivi e impresa. Bollettino di informazioni, studi e ricerche, Nr.9, Bologna, Centro sulla storia dell'impresa e dell'innovazione, gennaio-giugno 1994.
- (EN) International Records, in Flight, 4 aprile 1930,  p. 361. URL consultato il 12 gennaio 2013.
- (EN) The Caproni 90 P.B., in Flight, 9 gennaio 1931,  pp. 27-8. URL consultato il 26 gennaio 2012.